# Карсер
Карсер (валенс. Càrcer (офіційна назва), ісп. Cárcer) — муніципалітет в Іспанії, у складі автономної спільноти Валенсія, у провінції Валенсія. Населення — 2062 особи (2010).

## Географія
Муніципалітет розташований на відстані близько 310 км на південний схід від Мадрида, 47 км на південь від Валенсії.

## Демографія
Динаміка населення (INE ):